# Соколов, Андрей Андреевич
Андре́й Андре́евич Соколо́в (1930—1998) — советский и российский разработчик вычислительной техники, доктор технических наук (за выдающиеся научные заслуги без защиты диссертации), автор 65 научных работ. Лауреат двух Государственных премий СССР, премии имени С. А. Лебедева (1994).

## Биография
Родился 14 августа 1930 года в Москве. Отец — Андрей Васильевич, был учёным-почвоведом, мать — Валентина Ильинична, тоже занималась агрохимией. Детство Андрея прошло в городе Долгопрудный.
Окончил в 1947 году среднюю школу, в 1953 году — Московский энергетический институт и начал заниматься наукой в Лаборатории универсальных вычислительных машин Института точной механики и вычислительной техники. Занимался усовершенствованием советских электронно-вычислительных машин БЭСМ. 
В 1958 году участвовал в разработках последней ламповой ЭВМ — М-20.
Затем А. А. Соколов занимался микропроцессорной техникой, был генеральным конструктором модульно-конвейерного процессора, в ходе работы над ним разработал центральный процессор с производительностью в 0,5 млрд операций с плавающей запятой в секунду. Также была разработана новая микропроцессорная архитектура, на основе которой была запущена в производство новая элементная база — матричные БИС И-300Б.
Умер 14 октября 1998 года в Москве, похоронен на Донском кладбище.

## Награды
- Дважды лауреат Государственной премии СССР (1969, 1982).
- Орден Трудового Красного Знамени (за вклад в усовершенствование БЭСМ).
- Премия имени С. А. Лебедева (1994) — за создание модульно-конвейерного процессора для векторно-скалярных вычислений с пиковой производительностью до 400 Мфлопс с полным аппаратным контролем и резервированием функциональных модулей)